# 3 Needles
3 Needles is een film uit 2006 onder regie van Thom Fitzgerald. De titel, 3 Needles, heeft betrekking op de 3 hoofdrolspelers die een deal sluiten met de duivel, om zo een wereldepedemie te kunnen overleven.

## Rolverdeling
| Acteur                  | Personage     |
| ----------------------- | ------------- |
| Tanabadee Chokpikultong | Tong Sam      |
| Steven Crowder          | winkelmanager |
| Olympia Dukakis         | Hilde         |
| Tyson Hall              | Zulu          |
| Chin Han                | Soldaat Xuan  |
| Lucy Liu                | Jin Ping      |
| Siv Mbelu               | Bongile       |
| Shawn Ashmore           | Denys         |
| Stockard Channing       | Olive         |
| Yoyo Chorkreaw          | Qi            |
| Sook-Yin Lee            | Xiu           |
| Sandra Oh               | Mary          |
| Chloë Sevigny           | Clara         |
| Ian Roberts             | Hallyday      |